# Писак
Писак (на испански: Pisac) е перуанско село и забележителен археологически резерват в Свещената долина на река Урубамба в Андите.
Селото е добре известено със своя пазар, ставащ всяка неделя, вторник и четвъртък – събитие, което привлича много местни хора и туристи от близкия Куско, но истинската забележителност е внушителният комплекс на инките, който е не по-малко забележителен от близкия Мачу Пикчу и е доста по-ранен от него.
Един от символите на сегашния град е голямото дърво, което расте в средата на централния пазарен площад. В близост до селото има и светилище до което всеки септември идват много поклонници.
Районът естествено е най-известен с руините на инките, които се намират на върха на хълма, на входа към долината. По билото руините са разделени в четири групи: Писака, Интиуатана, Калакаса и Кинчиракай. Групата Интиуатана включва Храма на Слънцето, бани, олтари, чешми и церемониалната платформа от оголена вулканична скала с издълбани в нея ниши на Слънцето (Инти). Ъглите на основата ѝ предполагат, че тя служи за определяне на промените на сезоните. Калакаса, изградена върху естествена скална основа с изглед към долината, е известена като цитаделата.
Инките са изградили земеделски тераси по стръмния склон, които са все още в употреба и днес. Те са създали терасите с насипване на по-богат горен почвен слой донесен на ръка от по-ниската долина. Терасите са позволили производството на хранителни продукти да е повече, отколкото обикновено би било възможно на тази надморска височина, което е обогатило местните общности. Тесните редове на терасите под цитаделата се смята, че представляват рисунка на крило на яребица (pisaca), от което и селото и руините получават своето име.
С военни, религиозни и селскостопански структури, обектът е съчетавал тази тройна фунция. Изследователите вярват, че Писак защитава южния вход на Свещената долина на Уробамба, докато Чокекирао защитава западния вход, както крепостта Олантайтамбо северната част. Инките от Писак контролират маршрута, който е свързвал империята с границата на тропическите гори.
Според ученият Ким Макуайри, царят Пачакути издига голям брой имения-крепости, за да отпразнува победите си над другите племена. Такъв е и Писак (за победа над Чия), Олантайтамбо (за победа над барабаните) и Мачу Пикчу (за победа в долината Вилкабамба). Други историци предполагат, че крепостта е създадена, за да защитава Куско от евентуални атаки на народи от Андите. Не е известно кога инките са построили Писак. Тъй като не изглежда да са били обитавани от прединкска цивилизация, най-вероятно той е построен не по-рано от 1440 г.
Испанският завоевател Франсиско Писаро унищожава Писак в началото на 1530 година. Съвременното селище е построено в долината, от вицекраля Франциско де Толедо в 1570 година.
|  | Тази страница частично или изцяло представлява превод на страницата Pisac в Уикипедия на английски. Оригиналният текст, както и този превод, са защитени от Лиценза „Криейтив Комънс – Признание – Споделяне на споделеното“, а за съдържание, създадено преди юни 2009 година – от Лиценза за свободна документация на ГНУ. Прегледайте историята на редакциите на оригиналната страница, както и на преводната страница, за да видите списъка на съавторите. ВАЖНО: Този шаблон се отнася единствено до авторските права върху съдържанието на статията. Добавянето му не отменя изискването да се посочват конкретни източници на твърденията, които да бъдат благонадеждни. |